# 佛堂門

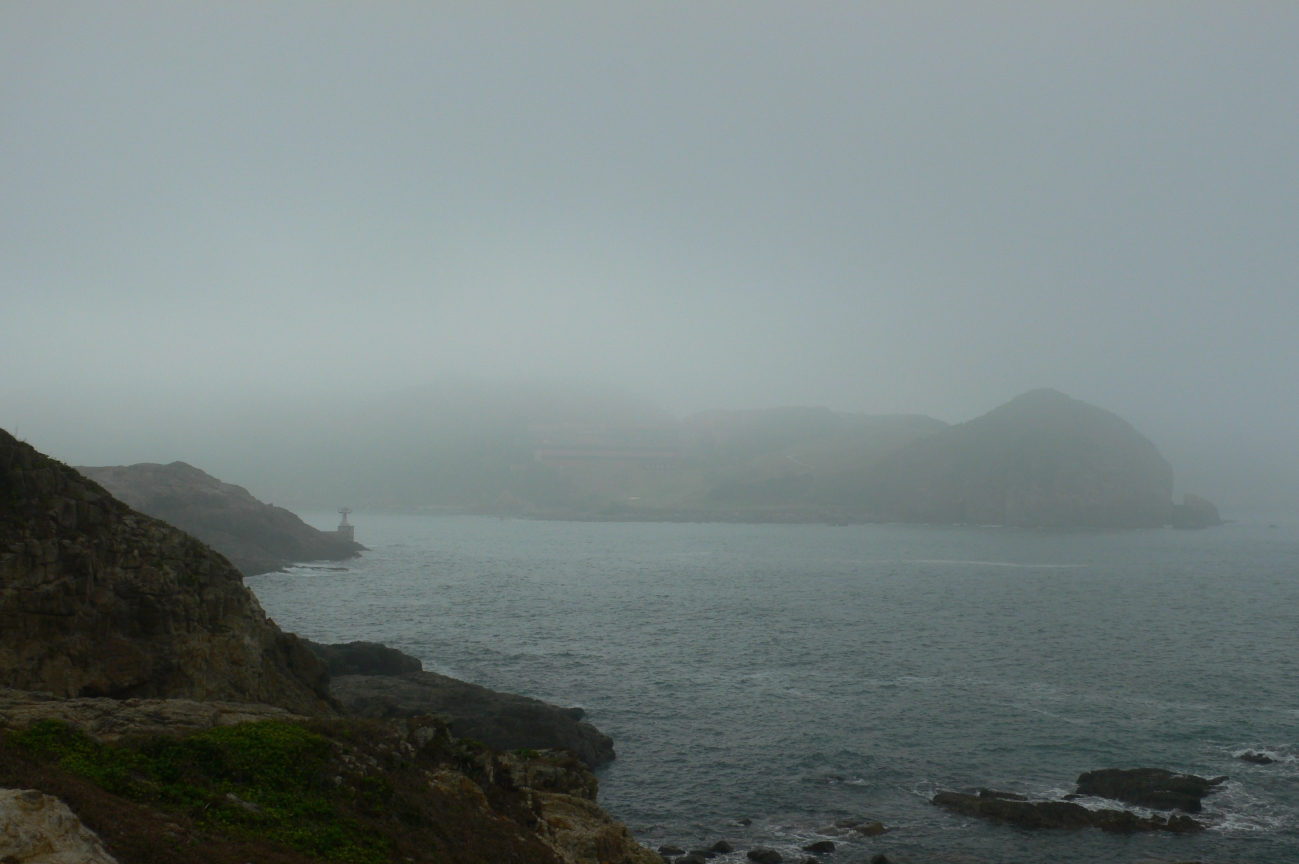
霧中的佛堂門（攝於東龍洲）

|  |

佛堂門（英語：Fat Tong Mun）是香港海峽之一，位於香港新界清水灣半島往南對開、亦在香港島小西灣之東。更準確來說是在大廟灣、田下山半島（又稱北佛堂）與東龍洲（又稱南佛堂或南堂島）之間。佛堂門海峽北岸有佛堂門天后廟。
佛堂門在古時是香港水上交通要道之一。南宋慶元六年(1200年)，佛堂門便建立了海關，現時仍存有古稅關的遺址。本地佛堂門大廟主奉天后，是香港最古老的天后廟。
到了明朝中葉，廣東沿海有三路巡海備倭官軍。其中的中路「自東莞縣南頭城，出佛堂門、十字門、冷水角諸海澳」，佛堂門顯然屬於中路的防禦範圍。
天啟二年(1622年)，有荷蘭東印度公司軍艦闖入佛堂門，經九龍海（維多利亞港）直逼南頭城(今深圳)。當時的新安縣知縣陶學修率領軍民將荷蘭人擊退。